# Corronsac
Corronsac – miejscowość i gmina we Francji, w regionie Oksytania, w departamencie Górna Garonna.
Według danych na rok 1990 gminę zamieszkiwały 412 osoby, a gęstość zaludnienia wynosiła 65 osób/km² (wśród 3020 gmin regionu Midi-Pireneje Corronsac plasuje się na 665. miejscu pod względem liczby ludności, natomiast pod względem powierzchni na miejscu 1379.).